# Swanville, Minnesota
Swanville là một thành phố thuộc quận Morrison, tiểu bang Minnesota, Hoa Kỳ. Năm 2010, dân số của thành phố này là 350 người.

## Dân số
- Dân số năm 2000: 351 người.
- Dân số năm 2010: 350 người.